# Chábeli Iglesias
María Isabel "Chábeli" Iglesias Preysler, född 3 september 1971 i Cascais, är en spansk-filippinsk journalist. Hon är dotter till sångaren Julio Iglesias och Isabel Preysler samt äldre syster till sångarna Julio Jr. och Enrique Iglesias.